# Préphytoène diphosphate
Le préphytoène pyrophosphate, ou prélycopersène pyrophosphate, est un précurseur du phytoène et plus généralement des caroténoïdes. Il est issu du géranylgéranyl-pyrophosphate, et donc de la voie du mévalonate. 